# Leónov (cráter)

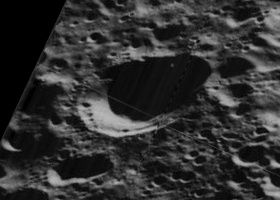
Imagen oblicua de la misión Lunar Orbiter 5

Leónov es un pequeño cráter de impacto que se extiende al sur del Mare Moscoviense, uno de los pocos mares lunares situados en la cara oculta de la Luna. Este cráter tiene un contorno en forma de corazón, debido a una curva hacia el exterior en el lado noroeste. El borde de Leónov aparece desgastado, marcado por varios cráteres minúsculos. Las paredes y el suelo interior carecen relativamente de rasgos distintivos.
El cráter recibió el nombre del cosmonauta soviético Alexéí Leónov, el primer ser humano en llevar a cabo una actividad extravehicular (un "paseo espacial") en el año 1965.
|  |